# Gallo-veleta de la basílica de San Isidoro de León

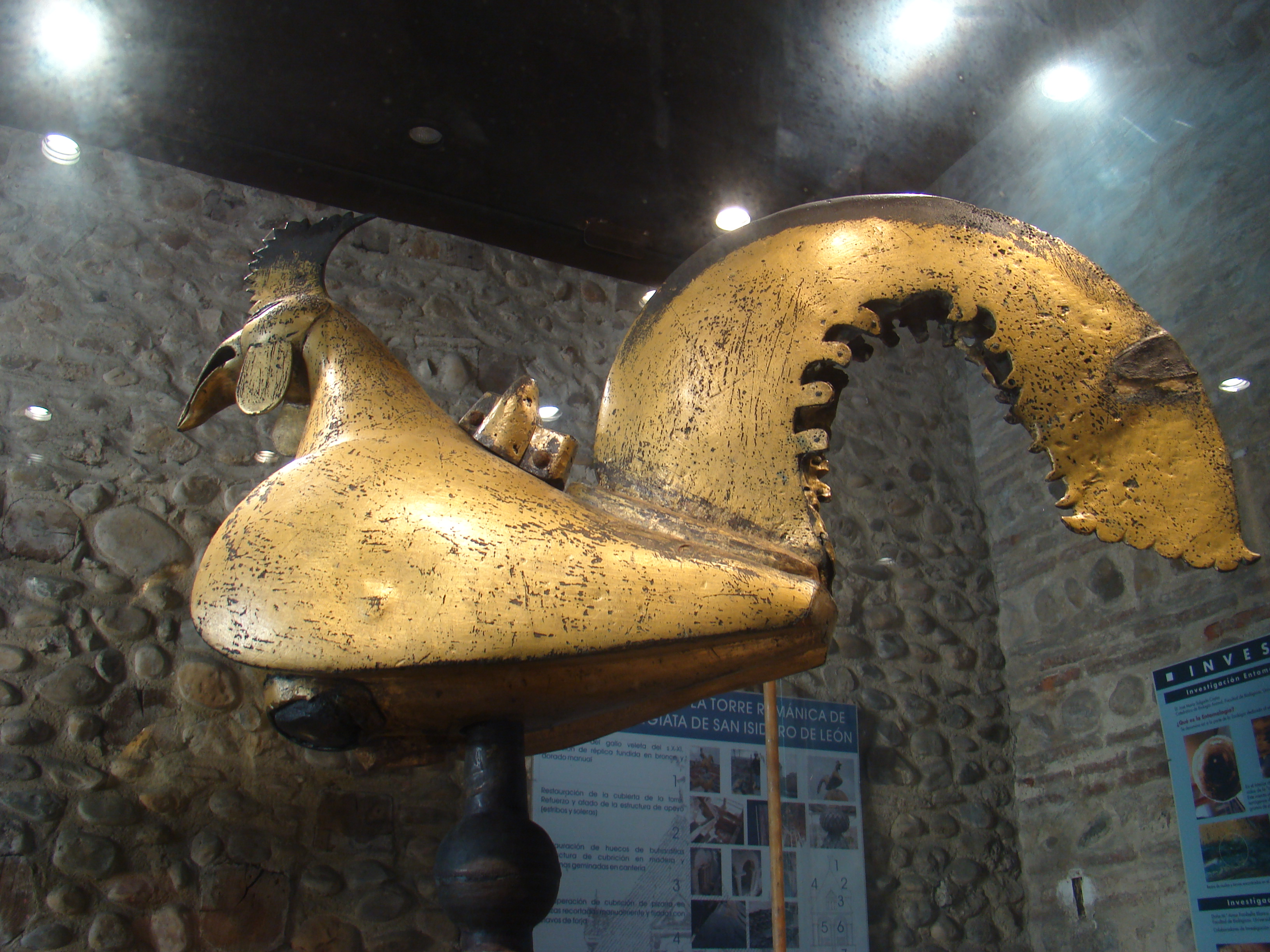
Gallo-veleta custodiado en el museo del claustro.

El gallo de la Basílica de San Isidoro de León es  una veleta situada en lo alto de la torre románica perteneciente a este templo. Consta de tres partes bien diferenciadas: gallo, esfera y cono. Se lo considera un símbolo muy especial de la ciudad de León, y durante siglos funcionó perfectamente como veleta. En los archivos no se encontró nunca una mención, ni una historia, ni una fecha que lo relacionara con algún hecho histórico, pero sí se sabe que fue instalado en la torre en el siglo XI.

## Estudio del gallo  y resultados

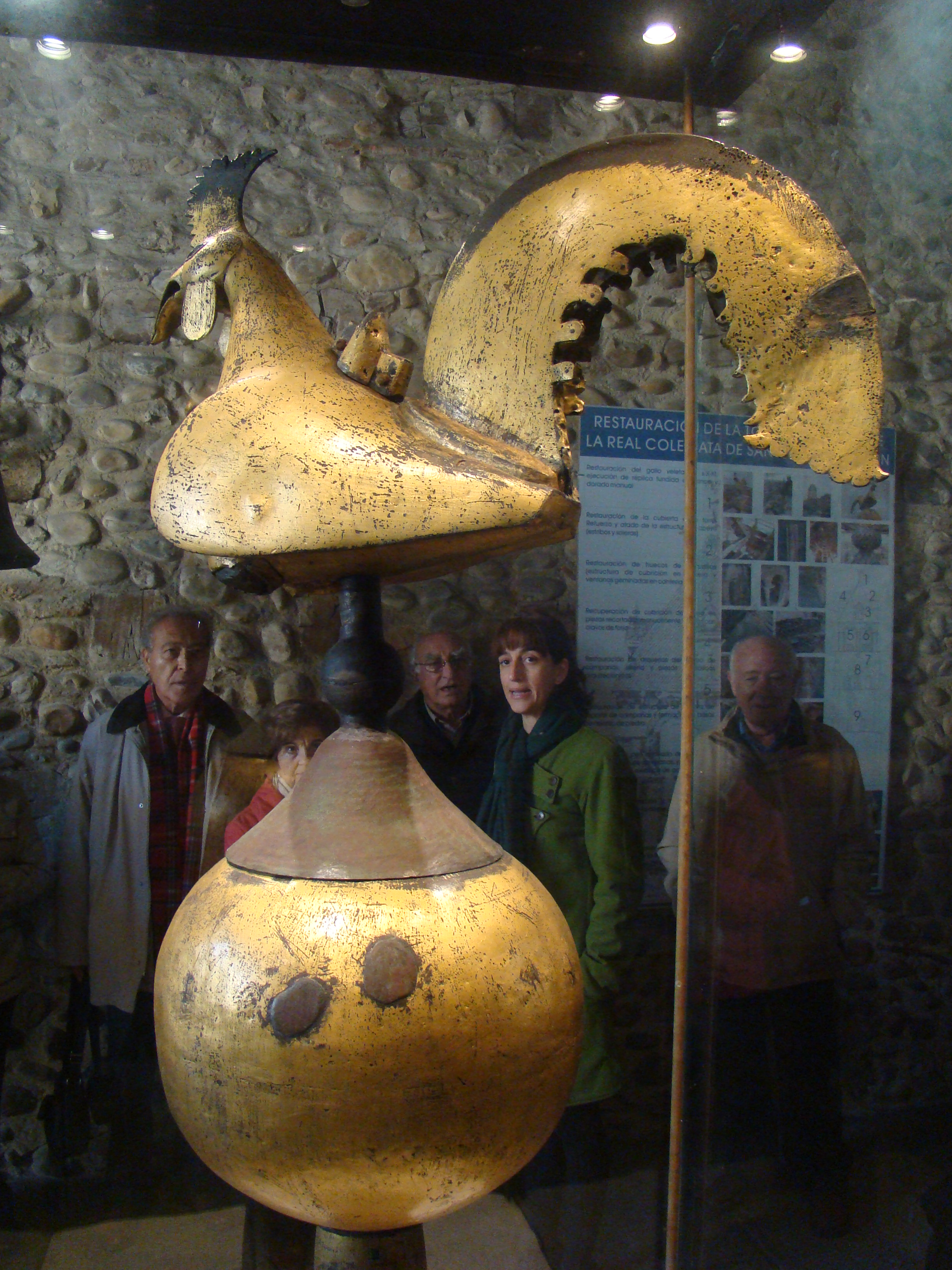
Gallo-veleta con la bola de soporte y el inicio del cono.

En los primeros años del siglo XXI se llevó a cabo una restauración exhaustiva de la torre en toda su altura y en sus cuatro costados, fachadas e interior de las salas. Las obras comenzaron de arriba abajo y como el gallo se hallaba en lo más alto fue lo primero que se desmontó para su estudio, limpieza y restauración. Se llevó la pieza a los talleres de restauración y desde el primer momento arqueólogos, historiadores y restauradores supieron ver que estaban ante una obra de arte excepcional y cargada de historia que habría que examinar con ayuda de las nuevas tecnologías y con la colaboración de una serie de profesionales que en los tiempos modernos suelen estar casi siempre presentes ayudando a descifrar incógnitas: palinólogos, entomólogos y paleógrafos.
En primer lugar se detectaron fácilmente y en una zona visible dos agujeros de bala que, una vez estudiados, se supuso que fueron hechos durante el enfrentamiento de la Guerra de la Independencia Española. Se vio que estaba hecho de cobre recubierto de oro de tal calidad que apenas se había alterado al paso de los siglos. Estos detalles hicieron suponer a los historiadores que en su origen debió ser una pieza destinada a un lugar de cierta categoría.
Otro descubrimiento fueron unas letras árabes difíciles de descifrar, hasta la fecha. Estos primeros detalles y otros que todavía estaban a la espera de estudio y observación condujeron a la formación de un comité de especialistas que a su vez convocó un congreso interdisciplinario en el mes de abril de 2002 para estudiar a fondo el objeto y tratar de aclarar todos los enigmas que se iban presentando. La Cátedra de San Isidoro publicó las ponencias de este congreso.

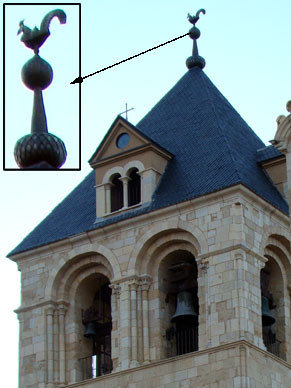
Torre románica donde se ve contra el cielo la réplica moderna del gallo.

Quedaba por investigar el interior del gallo, cometido llevado a cabo por el Departamento de Biología Vegetal de la Universidad de León. El estudio ofreció un testimonio sorprendente, pues se vio que las tierras y el polen eran de especies vegetales distintas a las existentes en el tejado donde había estado fijado, y en un segundo paso se averiguó que dichas tierras y polen pertenecían a variedades orientales propias de la cuenca del Golfo Pérsico. A partir de estos estudios científicos todo fueron conjeturas pues no ha sido posible seguir el rastro a esta obra de arte y las hipótesis apuntan  a suponer que puede tratarse de una obra importada de Oriente por al-Ándalus y que a partir de ahí pudo ser un obsequio, un tributo, o producto de saqueo en alguna refriega militar.
Los estudios realizados pudieron dar una fecha aproximada de la fabricación del gallo: finales del siglo VI o comienzos del siglo VII, mientras que el soporte es de época más tardía. Se trata de una pieza persa-sasánida anterior al islam.
Tras el análisis y limpieza del gallo y su soporte, se decidió llevarlo a un lugar seguro en el museo del claustro, dándole un ambiente atmosférico adecuado y protegiéndolo en una vitrina, con el fin de que los investigadores y aficionados puedan contemplarlo con comodidad. En su lugar se hizo una réplica fundida en bronce y con una capa de oro que es la que se subió a las alturas de la torre.